# Ratko Mladić
Ratko Mladić (uttal: [râtko mlǎːdit͡ɕ], serbiska: Ратко Младић), född 12 mars 1942 i Božanovići i Kungariket Jugoslavien (nuvarande Bosnien och Hercegovina), är en bosnienserbisk före detta general och dömd krigsförbrytare. 
År 2017 dömde Internationella krigsförbrytartribunalen för det forna Jugoslavien (ICTY) Mladić till rättens högsta straff (livstids fängelse) för krigsförbrytelser begångna av bosnienserbiska styrkor mot bosniaker och bosnienkroater under Bosnienkriget (1992-1995). 

## Biografi
När Ratko Mladić var två år gammal dödades hans far av den kroatiska fascistiska och nazistiska organisationen Ustaša. Fadern dödades när han som partisan i jugoslaviska motståndsrörelsen ledde en attack mot byn Bradina som då stod under kroatisk kontroll.

### Krigsförbrytelser
År 1995 anklagades Ratko Mladić av krigsförbrytartribunalen i Haag för omfattande krigsförbrytelser. Han åtalades och efterlystes för folkmord, krigsförbrytelser och brott mot mänskligheten under sin tid som befälhavare över de jugoslaviska styrkorna vid Knin i Kroatien och senare under Bosnienkriget som överbefälhavare för den bosnienserbiska armén. Som befälhavare under Bosnienkriget anklagades Ratko Mladić för bland annat folkmordet i Srebrenica år 1995 och för fyra års terrorbombning av civila mål i Sarajevo under belägringen av Sarajevo där uppemot 12 000 Sarajevobor beräknas ha dödats. Under sin tid som militär samarbetade Mladić med den av krigsförbrytartribunalen i Haag sedan år 2016 för krigsbrott dömde Radovan Karadžić.
I juli 1995 erövrade och ockuperade Mladićs trupper FN:s säkerhetszoner Srebrenica och Žepa. Omkring 40 000 bosniaker, som hade sökt skydd, fördrevs från Srebrenica. Mladić åtalades för att ha beordrat kallblodigt mord på minst 8 300 bosniakiska män och pojkar. Den officiella siffran är 8 372.

### Gripande, åtal och dom
I samband med åtalet valde Mladić att hålla sig undan offentligheten. Han gömde sig och var på flykt tills han den 26 maj 2011 greps av serbisk polis i byn Lazarevo i Vojvodina i norra Serbien.. Den 31 maj samma år utlämnades han till krigsförbrytartribunalen i nederländska Haag.
Åtalet mot Mladić gällde krigsförbrytelser och brott mot mänskligheten på 11 punkter, bland annat folkmordet i Srebrenica samt den nära fyra år långa belägringen av Sarajevo under vilken minst 12 000 människor dödades.
Med hänsyn till krigstribunalens långdragna procedurer, tidigare erfarenheter (den vid rätten åtalade Slobodan Milošević avled år 2006 innan dom avkunnats) och den långa åtalslistan mot Mladić valde rätten att korta ned antalet åtalspunkter mot honom. Han prövades därför aldrig för sin skuld i och misstankar om krigsbrott då han som befälhavare år 1991 ledde de jugoslaviska styrkorna i Kroatien (se slaget om Šibenik och Škabrnjamassakern).
Den 22 november 2017 dömde rätten honom till livstids fängelse efter att ha fällt honom på 10 av 11 åtalspunkter.

### Familj
Ratko Mladić är gift med Bosa Mladić. De fick två barn, sonen Darko (född 1969) och dottern Ana (1971-1994). Ana begick självmord den 24 mars 1994.

## Bilder

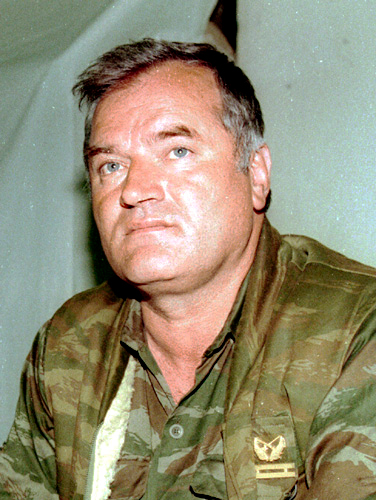
Ratko Mladić vid Sarajevos internationella flygplats 1993.